# 克卜勒419c
克卜勒419c（Kepler-419c，舊稱KOI-1474.02）是位於母恆星克卜勒419 適居帶內的超级木星型太陽系外行星。克卜勒419c與更接近母恆星的另一顆行星都是由NASA的克卜勒太空望遠鏡發現。克卜勒419c距離地球約2544光年（780秒差距，或接近2.4068×1016），在天球上位於天鵝座。該行星是以凌日時間變分法發現，即分析系外行星凌星時間資料的變化以搜尋較外側系外型星的方式。.

## 特徵

### 質量、半徑與表面溫度
克卜勒419c是質量與半徑都超過木星的超級木星型太陽系外行星。它的表面溫度250 K（−23 °C），稍低於地球表面的平衡溫度 。克卜勒419c的質量為7.2 MJ，並因為其高質量，半徑大約為1.05 RJ。

### 母恆星
克卜勒419c的母恆星克卜勒419是一顆F型恆星。克卜勒419的質量為1.39 M☉，半徑1.75 R☉，表面溫度6430 K，年齡約28億年。而太陽年齡46億年，表面溫度5778 K。
克卜勒419的視星等為12，無法以肉眼觀察。

### 軌道
克卜勒419c環繞的母恆星光度為2.7 L☉，軌道週期675日，距離母恆星1.61天文單位（稍大於火星和太陽距離1.52天文單位）。克卜勒419c的軌道稍微偏心，軌道離心率0.184。克卜勒419c總共接受了地球接收自太陽95%的辐射功率。

## 適居性

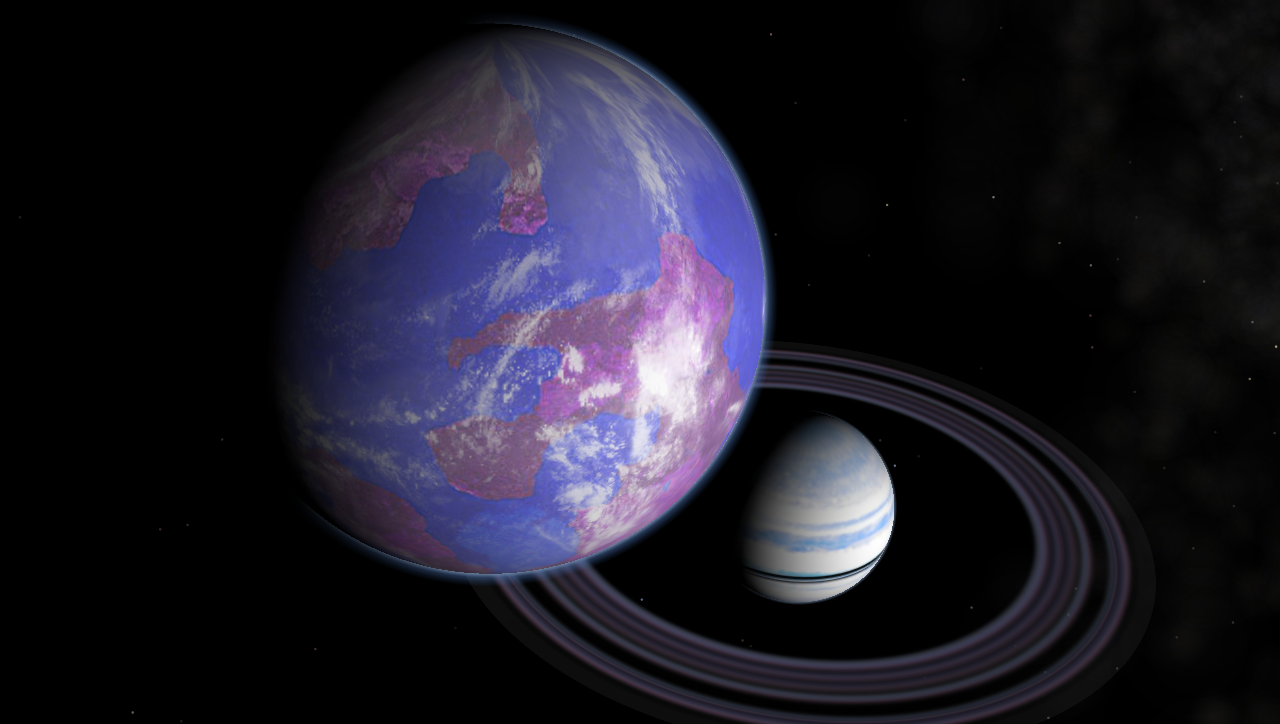
表面有液態水和固態陸地的適居系外衛星環繞氣態巨行星的想像圖。

克卜勒419c位於母恆星的適居帶內。它的質量為7.28 MJ，因為其質量過高，不可能主要由岩石組成，因此並不被認為是適合生命生存的行星。然而，克卜勒419c仍因為可能擁有大氣壓力與表面溫度條件讓液態水可在表面存在的適居衛星，而被列為尋找生命存在的潛在天體之一。
環繞行星的衛星如要擁有穩定的軌道，其環繞行星的轨道周期與行星環繞母恆星的軌道周期比例必須小於1/9；例如一顆行星環繞母恆星的軌道周期為90日，則該行星的衛星環繞行星的穩定軌道周期最大值將不到10日。模擬顯示軌道周期小於約45到60日的衛星仍然可以和一顆以半徑1天文單位軌道環繞類太陽恆星的棕矮星或氣態巨行星保持重力穩定。克卜勒419c的情形則是周期在65日左右的衛星有一個穩定的軌道，雖然較前述模擬結果稍長。
潮汐效應也可以使衛星維持板塊構造，而這將導致衛星表面產生火山活動以調節恆星的溫度，並且將產生地球發電機效應使衛星出現強磁場。
如果這顆衛星要維持類似地球的大氣長達46億年（地球的年齡），其密度必須與火星相當，並且質量最小值為0.07 M🜨。減少大氣層流失的一個方式就是衛星要有強大的磁場可使恆星風和輻射帶偏轉。NASA的伽利略号探测器探測結果顯示巨大衛星可以有磁場存在。它發現木星最大的衛星木衛三有自己的磁場，雖然木衛三的質量只有0.025 M🜨。 

## 發現
2009年，NASA的克卜勒太空望遠鏡正在完成光度計對恆星觀測，該儀器是用來觀測系外行星凌星現象，當行星從恆星前方盤面通過時，將觀測到恆星的亮度會以大致規則的周期短暫下降。在最後一次觀測中，克卜勒太空望遠鏡觀測了克卜勒輸入星表收錄的5萬顆恆星，其中包含克卜勒419。初步的光變曲線資料被送往克卜勒科學小組進行分析，並從中選出了明顯為行星凌星事件的目標進行後續觀測。克卜勒419的潛在系外行星候選天體的凌星事件在2009年5月13日和2012年3月17日之間被觀測到。在觀測到各自的凌星後，克卜勒419周圍第一顆行星克卜勒419b被宣布發現。
之後天文學家對克卜勒419b的凌星觀測資料進行進一步研究，發現資料中有周期少許變化的狀況，是由另一個距離母恆星更遠的行星造成的。資料顯示另外這一顆行星的質量大約是木星的7.3倍，軌道半徑1.68天文單位。克卜勒419c於2014年6月12日宣布發現。

## 外部連結
- NASA – Kepler Mission.
- NASA – Kepler Discoveries – Summary Table（页面存档备份，存于）.
- NASA – Kepler-419c （页面存档备份，存于） at The NASA Exoplanet Archive.
- NASA – Kepler-419c（页面存档备份，存于） at The Exoplanet Data Explorer.
- NASA – Kepler-419c（页面存档备份，存于） at The Extrasolar Planets Encyclopaedia.